# 赵心力
赵心力（1960年—），汉族，中华人民共和国政治人物、第十一届全国政协委员。
加入中国农工民主党，担任内蒙古自治区动物疫病预防控制中心主任。2008年，当选第十一届全国政协委员，代表农业界，分入第三十九组。